# George Hartness
George Hartness (18 tháng 12 năm 1872 – 1943) là một cầu thủ bóng đá người Anh thi đấu ở vị trí inside forward cho Sunderland.